# 國語 (書)
《國語》是中國國別史之祖，在四庫全書之中為史部雜史類。記錄周朝王室和魯國、齊國、晉國、鄭國、楚國、吳國、越國等諸侯國之歷史。上起穆王征犬戎（約前947年），下至三家滅智（前453年）。

## 題解
關於《國語》作者問題歷代存在争议，至今尚無定論。司馬遷最早提到《國語》的作者是左丘明，其後班彪、班固、劉知幾等都認爲是左丘明所著，還把國語稱爲《春秋外傳》。但是在晉朝以後，許多學者如傅玄、劉炫都懷疑國語不是左丘明所著，唐朝啖助、陸淳皆以為與左氏文體不類。一般認為是集體創作，“定非一人所为”，清朝趙翼提出《國語》為“左氏持簡料而存之，非手撰也”。直到現在，學界仍然爭論不休，一般都否認左丘明是國語的作者，但是缺少確鑿的證據。普遍看法是，國語是戰國初期一些熟悉各國歷史的人，根據當時周朝王室和各諸侯國的史料，經過整理加工彙編而成。左丘明可能參與了其中的工作。
《國語》有多家註文，東漢的鄭眾、賈逵都曾注解《國語》，三國時魏的王肅、吳的虞翻、唐固、韋昭，晉的孔晁等也有註文，但多散佚，只有韋昭《國語解》獨存。

## 體例
《國語》全書共21卷，按照一定順序分國排列，在內容上偏重於記述歷史人物的言論。這是國語體例上最大的特點。
- 〈周語〉3卷
- 〈魯語〉2卷
- 〈齊語〉1卷
- 〈晉語〉9卷
- 〈鄭語〉1卷
- 〈楚語〉2卷
- 〈吳語〉1卷
- 〈越語〉2卷

## 敘事特點
《國語》敘事“繁蕪蔓衍”，常集中幾件事件，加以渲染，增添細節，不如《左傳》的文字簡潔洗鍊。如〈晉語〉所記驪姬之亂、晉文公的流亡，都甚為細膩曲折。先秦典籍中，《國語》受到的批評甚多。
《國語》在內容上有很強的倫理傾向，弘揚德的精神，尊崇禮的規範，認爲“禮”是治國之本。而且非常突出忠君思想。一般以為是當時贵族教育中的教材。《國語》的政治觀比較進步，反對專制和腐敗，《鲁语上》記魯太史里革认为暴君之被逐被杀是罪有应得，具有濃重的民本思想。但因《國語》著重记实，思想表现也随所记之人、所记之言不同而各异，故较顯驳杂。《国语·晋语》在全书二十一篇中独占九篇，特别侧重于记述晋文公的事迹，然《吴语》僅记夫差伐越和吳國灭亡、《越语》仅记勾践灭吴，因而有人称《国语》為晋史。
《國語》記事與《左傳》相同者有60餘事。《國語》記錄了春秋時期的經濟、財政、軍事、兵法、外交、教育、法律、婚姻，其他還包括朝聘、飨宴、讽谏等重要事蹟。